# Barcelona Dragons
|  | Aquest article tracta sobre el desaparegut equip de la National Football League Europe (NFL Europe). Si cerqueu el nou equip de futbol americà que juga a la Lliga europea de futbol americà (ELF), vegeu «Barcelona Dragons (ELF)». |

Els Barcelona Dragons són un club català professional de futbol americà de la ciutat de Barcelona, creat el 1991 i que va estar actiu fins al 2003. Trenta anys després, el 2021, s'anuncià el ressorgiment dels colors i el nom dels Dragons però en una altra franquícia per participar en la Lliga europea de futbol americà.

## Història
Els Barcelona Dragons van ser fundats l'any 1991 i entraren a formar part de la World League de futbol americà (en la qual és un dels 10 clubs fundadors), competició que l'any 1995 es reanomenà amb el nom de NFL Europe i que el club guanyà l'any 1997 (l'anomenada World Bowl).
Entre 1991 i 2001 disputava els seus partits a l'Estadi Olímpic Lluís Companys. L'any 2001 firmà un acord de col·laboració amb el FC Barcelona amb l'objectiu d'impulsar l'esport i passà a anomenar-se Futbol Club Barcelona Dragons, convertint-se en una secció del club i passant a disputar els seus partits al Miniestadi. Els primers anys el club va assolir xifres de fins a 50.000 espectadors reunits a Montjuïc, però la xifra va anar baixant i en els darrers anys amb prou feines superava els 10.000. A causa d'aquest fet, el 2003 la NFL va decidir traslladar la franquícia a Alemanya, on hi ha més afició; van ser reemplaçats pels Cologne Centurions i va desaparèixer, per tant, el club.
Entre altres membres, va destacar l'entrenador estatunidenc Jack Bicknell i els jugadors Eric Naposki, Jon Kitna, Marco Martos i Jesús Mariano Angoy.
El 2021 es va fundar una nova franquícia de futbol americà a Catalunya que va adoptar el nom de l'històric club, competint a la nova European League of Football.

## Palmarès
- 1 National Football League Europe: 1997